# Doug Hutchison
Doug Anthony Hutchison (* 26. května 1960 Dover) je americký herec, známý svými rolemi ve filmu a televizi, kde často hraje narušené a rozporuplné postavy. Za ztvárnění zlomyslného vězeňského dozorce Percyho Wetmora ve filmové adaptaci románu Stephena Kinga Zelená míle z roku 1999 byl nominován na cenu Satellite Award.
Mezi jeho další významné filmové role patří Obie Jameson ve filmu Čokoládová válka (1988), Sproles ve filmu Čerství koně (také 1988), Pete Willard ve filmu Čas zabíjet (1996) a „Looney Bin Jim“ ve filmové adaptaci komiksů Marvel Kat: Válečná zóna (2008).
V televizi si Hutchison zahrál epizodní roli Eugena Victora Toomse v Akta X (1993, 1994) a opakující se roli Horace Goodspeeda ve filmu Ztraceni (2007–2009).

## Osobní život
Doug Anthony Hutchison se narodil 26. května 1960 v Doveru v Delaware jako syn Deloris a Richarda Hutchisonových. Navštěvoval střední školu Bishop Foley High School v Madison Heights v Michiganu a v roce 1978 absolvoval střední školu Apple Valley High School v Apple Valley v Minnesotě. Později navštěvoval Minnesotskou univerzitu v Minneapolis-St Paul a studoval na Juilliard School v New Yorku.

## Kariéra
Hutchisonova první profesionální divadelní úloha přišla krátce po absolvování střední školy, když si zahrál Alana Stranga v inscenaci hry Equus v Saint Paulu v Minnesotě.
Mezi Hutchisonovy rané role patří role v muzikálech Sing Me Through an Open Window a Julius Caesar od Williama Shakespeara. Hostoval v televizních seriálech jako The Young Riders, The X-Files (jako Eugene Victor Tooms ), Space: Above and Beyond (jako Elroy-El), Millennium (jako „Omega“), Lost (jako Horace Goodspeed ), Guiding Light (jako Sebastian Hulce), Law & Order: Special Victims Unit (jako sériový vrah Humphrey Becker) a 24 hodin (jako terorista Davros).
Hutchisonova filmová tvorba začala koncem 80. let, kdy se objevil jako Sproles v dramatu Fresh Horses z roku 1988 a Obie Jameson ve filmové adaptaci Čokoládové války z roku 1988.  V 90. letech se objevil ve filmech jako The Lawnmower Man (1992), A Time to Kill (1996), Con Air (1997) a Batman & Robin (1997), The Green Mile (1999). Objevil se později ve vedlejších rolích ve filmech Shaft (2000), Bait (2000), I Am Sam (2001), The Salton Sea (2002) a No Good Deed (2002).
Mezi jeho filmové role v roce 2000 patřila role Jamese „Looney Bin Jima“ Russottiho ve filmu Punisher: War Zone a mezi televizní role patřil Horace Goodspeed ve filmu Ztraceni. Zahrál si také ve filmu Dej jim peklo, Malone (2009). 
V říjnu 2008 uvedla Hutchisonova produkční společnost Dark Water webový seriál Vampire Killers, který zobrazuje čtyři lovce upírů bojující s upírskou populací čítající přes 500 000 lidí v Los Angeles.

## Filmografie, výběr
- 1988 Fresh Horses – role: Sproles
- 1988 The Chocolate War – role: Obie Jameson
- 1992 The Lawnmower Man – role: bezpečnostní technik
- 1993 The X Files, TV seriál, 2 epizody – role: mutant Eugene Victor Tooms
- 1995 Murder, She Wrote / To je vražda, napsala, TV seriál, epizoda Deadly Bidding – role: Angus Neville
- 1996 A Time to Kill – role: Pete Willard
- 1996 Love Always– role: James
- 1997  Millennium / Milénium, TV seriál, epizoda The Beginning and the End – role: Polaroid Man
- 1997 Con Air – role: Donald
- 1997 Batman & Robin – role: vůdce gangu Golum
- 1999 The Green Mile / Zelená míle – role: dozorce Percy Wetmore. Nominace: Awards Circuit Community Award za nejlepší herecké obsazení, nominace: Satellite Award za Nejlepšího herce ve vedlejší roli ve filmu, nominace: Screen Actors Guild Award za Mimořádný herecký výkon v hereckém obsazení ve filmu
- 2000 Bait / Návnada – role: Bristol
- 2002 I Am Sam / Jmenuji se Sam – role: Ifty
- 2002 Kriminálka Las Vegas / CSI: Crime Scene Investigation, TV seriál, epizoda Stalker – role: Nigel Crane
- 2004 CSI: Miami / Kriminálka Miami, TV seriál, epizoda Slow Burn – role: Dale Stahl
- 2004 Law & Order: Special Victims Unit / Zákon a pořádek: Útvar pro zvláštní oběti, TV seriál, epizoda Scavenger – role: Humphrey Becker
- 2007 Moola / Škvára – role: J.T. Montgomery
- 2007–2009 Lost / Ztraceni, TV seriál, 7 epizod – role: Horace Goodspeed
- 2010 24 / 24 hodin, TV seriál,  4 epizody – role: terorista Davros
- 2015 Kriminálka Las Vegas CSI: Crime Scene Investigation, TV seriál – role: Dalton Betton
- 2020 Hope for the Holidays – role: seržant Babbitt